# César-díjak 1994
A 19. Césarok éjszakáját 1994. február 26-án tartották meg a Champs-Elysées Színházban, Gérard Depardieu színész elnökletével.
Az estély legeredményesebb filmje Alain Resnais Smoking/No Smoking című alkotása volt (9 jelölésből 5 César), jól szerepelt még Krzysztof Kieślowski filmtrilógiájának második része, a Három szín: kék (9 jelölésből 3 César). Két nagy vesztese volt a díjátadónak: az egyik Zola-regény adaptációja, a Germial volt, (12 jelölésből mindössze 2 César), a másik Jean-Marie Poiré már közönségsikert aratott vígjátéka, a Jöttünk, láttunk, visszamennénk (9 jelölésből 1 César).
A legjobb külföldi film díját az ausztrál rendezőnő Zongoralecke című romantikus drámája kapta.
A Germinal egyik szereplője, Jean Carmet, életműve elismeréseként – halála előtt néhány héttel – tiszteletbeli Césart vehetett át.

## Díjazottak
| Díjak                                      | Díjazottak és jelöltek |
| ------------------------------------------ | --- |

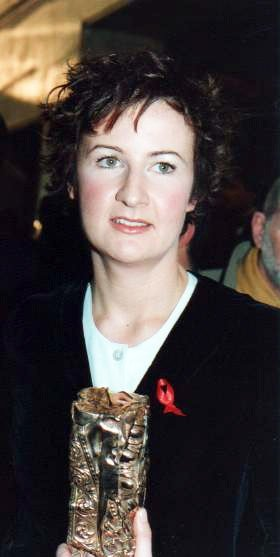
A legjobb mellékszereplő színésznő, Valérie Lemercier a díjjal.

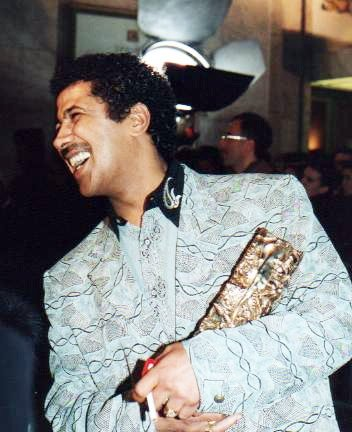
A legjobb filmzene szerzője, Khaled a díjátadón.

| legjobb film                               | - Smoking/No Smoking, rendezte: Alain Resnais - Germinal, rendezte: Claude Berri - Legkedvesebb évszakom (Ma saison préférée), rendezte: André Téchiné - Három szín: kék (Trois couleurs: Bleu), rendezte: Krzysztof Kieślowski - Jöttünk, láttunk, visszamennénk (Les visiteurs), rendezte: Jean-Marie Poiré                                                                           |
| legjobb rendező                            | - Alain Resnais – Smoking/No Smoking - Claude Berri – Germinal - Jean-Marie Poiré – Jöttünk, láttunk, visszamennénk (Les visiteurs) - André Téchiné – Legkedvesebb évszakom (Ma saison préférée) - Krzysztof Kieślowski – Három szín: kék (Trois couleurs: Bleu) - Bertrand Blier – Ipi-apacs egy, kettő, három... (Un, deux, trois, soleil)                                            |
| legjobb színésznő                          | - Juliette Binoche – Három szín: kék (Trois couleurs: Bleu) - Sabine Azéma – Smoking/No Smoking - Josiane Balasko – Tout le monde n'a pas eu la chance d'avoir des parents communistes - Catherine Deneuve – Legkedvesebb évszakom (Ma saison préférée) - Anouk Grinberg – Ipi-apacs egy, kettő, három... (Un, deux, trois, soleil) - Miou-Miou – Germinal                              |
| legjobb színész                            | - 'Pierre Arditi – Smoking/No Smoking - Daniel Auteuil – Legkedvesebb évszakom (Ma saison préférée) - Michel Boujenah – Le nombril du monde - Christian Clavier – Jöttünk, láttunk, visszamennénk (Les visiteurs) - Jean Reno – Jöttünk, láttunk, visszamennénk (Les visiteurs) |
| legjobb mellékszereplő színésznő           | - Valérie Lemercier – Jöttünk, láttunk, visszamennénk (Les visiteurs) - Judith Henry – Germinal - Marie Trintignant – Les marmottes - Marthe Villalonga – Legkedvesebb évszakom (Ma saison préférée) - Myriam Boyer – Ipi-apacs egy, kettő, három... (Un, deux, trois, soleil) |
| legjobb mellékszereplő színész             | - Fabrice Luchini – Tout ça... pour ça ! - Jean-Pierre Darroussin – Cuisine et dépendances - Jean-Roger Milo – Germinal - Thomas Langmann – Le nombril du monde - Didier Bezace – Profil bas |
| legígéretesebb fiatal színésznő            | - Valéria Bruni-Tedeschi – Les gens normaux n'ont rien d'exceptionnel - Virginie Ledoyen – Les marmottes - Chiara Mastroianni – Legkedvesebb évszakom (Ma saison préférée) - Florence Pernel – Három szín: kék (Trois couleurs: Bleu) - Karin Viard – La nage indienne |
| legígéretesebb fiatal színész              | - Olivier Martinez – Ipi-apacs egy, kettő, három... (Un, deux, trois, soleil) - Guillaume Depardieu – Az érzelmes bérgyilkos (Cible émouvante) - Mathieu Kassovitz – A meszticlány (Métisse) - Melvil Poupaud – Les gens normaux n'ont rien d'exceptionnel - Christopher Thompson – Les marmottes                                                                                       |
| legjobb operatőr                           | - Yves Angelo – Germinal - Renato Berta – Smoking/No Smoking - Sławomir Idziak – Három szín: kék (Trois couleurs: Bleu) |
| legjobb vágás                              | - Jacques Witta – Három szín: kék (Trois couleurs: Bleu) - Albert Jurgenson – Smoking/No Smoking - Catherine Kelber – Jöttünk, láttunk, visszamennénk (Les visiteurs) - Hervé de Luze – Germinal |
| legjobb eredeti vagy adaptált forgatókönyv | - Agnès Jaoui és Jean-Pierre Bacri – Smoking/No Smoking - Claude Berri és Arlette Langmann-Ramonet – Germinal - Pascal Bonitzer és André Téchiné – Legkedvesebb évszakom (Ma saison préférée) - Christian Clavier és Jean-Marie Poiré – Jöttünk, láttunk, visszamennénk (Les visiteurs) - Krzysztof Kieślowski és Krzysztof Piesiewicz – Három szín: kék (Trois couleurs: Bleu)         |
| legjobb filmzene                           | - Cheb Khaled – Ipi-apacs egy, kettő, három... (Un, deux, trois, soleil) - Éric Lévi – Jöttünk, láttunk, visszamennénk (Les visiteurs) - Zbigniew Preisner – Három szín: kék (Trois couleurs: Bleu) - Jean-Louis Roques – Germinal |
| legjobb hang                               | - William Flageollet és Jean-Claude Laureux – Három szín: kék (Trois couleurs: Bleu) - Pierre Gamet, Dominique Hennequin – Germinal - Bernard Bats, Gérard Lamps – Smoking/No Smoking |
| legjobb díszlet                            | - Jacques Saulnier – Smoking/No Smoking - Jacques Bufnoir – Justinien Trouvé ou le Bâtard de Dieu - Hoang Thanh At, Christian Marti – Germinal |
| legjobb jelmez                             | - Sylvie Gautrelet és Bernadette Villard – Germinal - Catherine Leterrier – Jöttünk, láttunk, visszamennénk (Les visiteurs) - Franca Squarciapino – Louis, enfant roi |
| legjobb elsőmű                             | - A zöld papaya illata (L'odeur de la papaye verte) , rendezte: Anh Hung Tran - Az érzelmes bérgyilkos (Cible émouvante), rendezte: Pierre Salvadori - Cápafióka (Le fils du requin), rendezte: Agnès Merlet - Les gens normaux n'ont rien d'exceptionnel, rendezte: Laurence Ferreira-Barbosa - A meszticlány (Métisse), rendezte: Mathieu Kassovitz                                   |
| legjobb rövidfilm                          | - Gueule d'atmosphère, rendezte: Olivier Péray - Comment font les gens, rendezte: Pascale Bailly - Empreintes, rendezte: Camille Guichard - Ex memoriam, rendezte: Beriou |
| legjobb külföldi film                      | - Zongoralecke (The Piano), rendezte: Jane Campion ( AUS, NZL, FRA) - Isten veled, ágyasom! (Pa vang pie csi (Ba wang bie ji), rendezte: Csen Kaj-ko (Chen Kaige) ( CHN, HKG) - Rejtélyes manhattani haláleset (Manhattan Murder Mystery), rendezte: Woody Allen ( USA) - Kőzápor (Raining Stones), rendezte: Ken Loach ( UK) - Méregzsák (The Snapper), rendezte: Stephen Frears ( UK) |
| tiszteletbeli César                        | - Jean Carmet |

## Többszörös jelölések és elismerések
A statisztikában a különdíjak nem lettek figyelembe véve.
| Jelölés | Díj | Magyar cím                      | Eredeti cím                                |
| ------- | --- | ------------------------------- | ------------------------------------------ |
| 12      | 2   | Germinal                        | Germinal                                   |
| 9       | 5   | Smoking/No Smoking              | Smoking/No Smoking                         |
| 9       | 3   | Három szín: kék                 | Trois couleurs: Bleu                       |
| 9       | 1   | Jöttünk, láttunk, visszamennénk | Les visiteurs                              |
| 7       | 0   | Legkedvesebb évszakom           | Ma saison préférée                         |
| 5       | 2   | Ipi-apacs egy, kettő, három...  | Un, deux, trois, soleil                    |
| 3       | 1   | –––                             | Les gens normaux n'ont rien d'exceptionnel |
| 3       | 0   | –––                             | Les marmottes                              |
| 2       | 0   | A meszticlány                   | Métisse                                    |
| 2       | 0   | Az érzelmes bérgyilkos          | Cible émouvante                            |
| 2       | 0   | –––                             | Le nombril du monde                        |